# (191485) 2003 TO2
(191485) 2003 TO2 là một tiểu hành tinh vành đai chính được phát hiện ngày 7 tháng 10 năm 2003 bởi James Whitney Young ở Đài thiên văn Núi bàn gần Wrightwood, California.